# حامول قليل الأزهار
حامول قليل الأزهار (الاسم العلمي: Cuscuta pauciflora) هو نوع من النباتات يتبع جنس الحامول من الفصيلة المحمودية.